# Fly Jamaica Airways
Fly Jamaica Airways war eine jamaikanische Fluggesellschaft mit Sitz in Kingston und Heimatflughafen auf dem Flughafen Norman Manley International.

## Geschichte

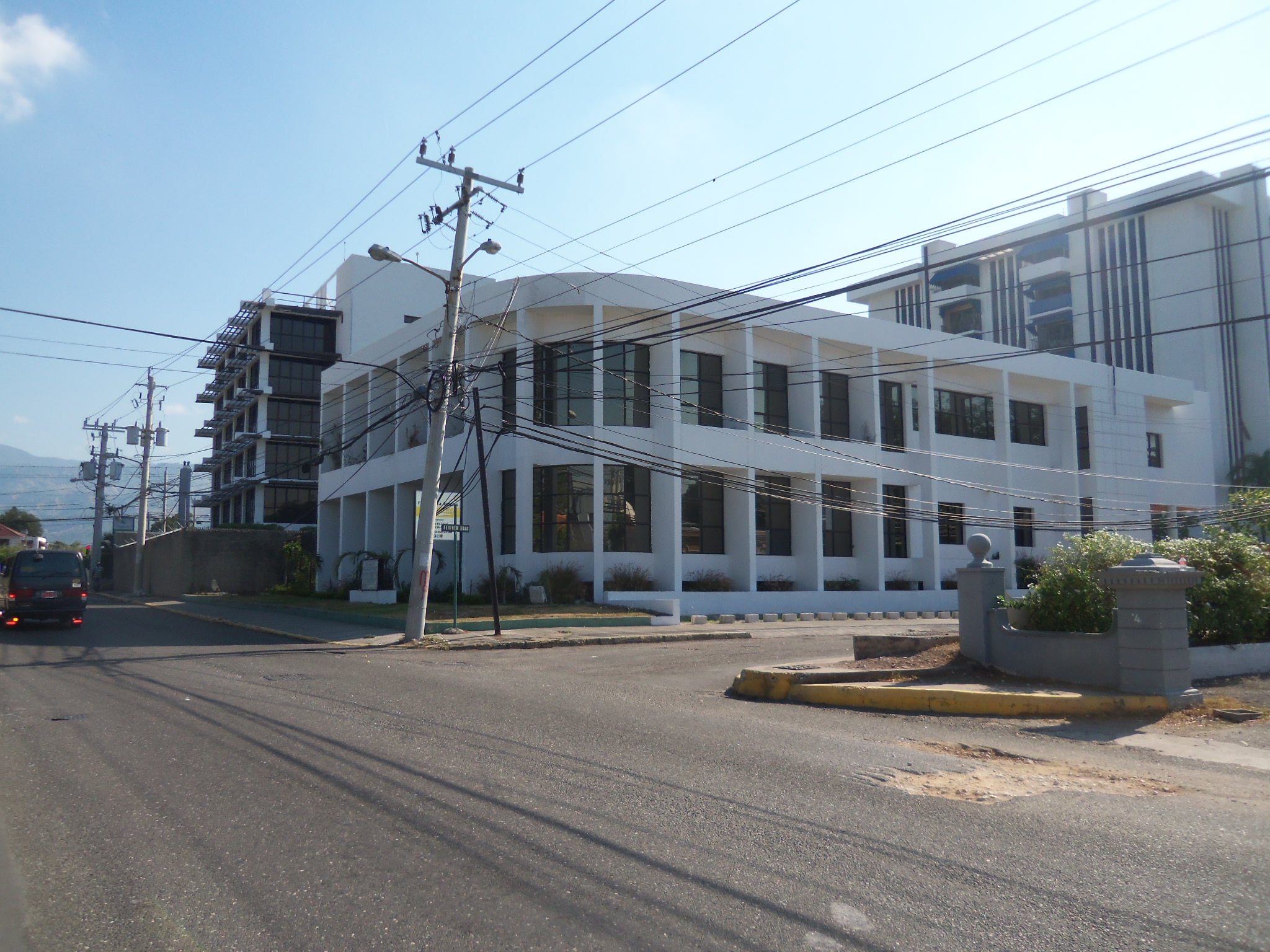
Hauptquartier der Fly Jamaica Airways

Im September 2012 wurde der Fly Jamaika Airways die Betriebserlaubnis erteilt. Am 14. Februar 2013 wurde der Erstflug nach New York durchgeführt.
Im November 2014 wurde eine Boeing 767-300ER in Betrieb genommen. Auch ihr Erstflug führte nach New York.
Am 31. März 2019 mussten aufgrund finanzieller Probleme alle Mitarbeiter entlassen werden.

## Flugziele
Fly Jamaica Airways flog von ihrer Basis Norman Manley International Airport aus die Flughäfen Georgetown, New York JFK und Toronto an.

## Flotte
Mit Stand Januar 2017 bestand die Flotte der Fly Jamaica Airways aus drei Flugzeugen mit einem Durchschnittsalter von 22,6 Jahren:
| Flugzeugtyp      | Anzahl | bestellt | Anmerkungen                                                                 | Sitzplätze (C/Y+/Y)           |
| ---------------- | ------ | -------- | --------------------------------------------------------------------------- | ----------------------------- |
| Boeing 757-200   | 2      |          | eine 2013 von der Aurela übernommen; eine betrieben durch National Airlines | 198 (-/12/186) 184 (-/22/162) |
| Boeing 767-300ER | 1      |          | 2014 von der North American Airlines übernommen, inaktiv                    |                               |
| Gesamt           | 3      | 0        |                                                                             |                               |

## Zwischenfälle
- 9. November 2018: Eine Boeing 757-200 der Fly Jamaica Airways (N524AT) nach einer Notlandung am Flughafen Georgetown (Guyana) wegen Problemen mit der Hydraulik gegen Sandhindernisse am Ende der Landebahn. Von den 128 Personen an Bord wurden zunächst sechs verletzt, später verstarb eine ältere Frau an ihren erlittenen Verletzungen. Das Flugzeug musste als Totalverlust abgeschrieben werden.[3]